# 룩셈부르크 분할

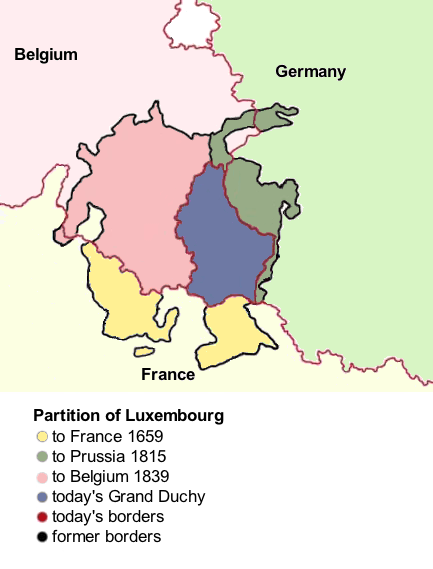

룩셈부르크 분할(Partitions of Luxembourg)은 1659년, 1815년, 1839년 세 차례 있었다. 분할 이전에 룩셈부르크 공국의 면적은 약 10,700 평방킬로미터였지만, 분할 이후 현재의 룩셈부르크 대공국의 면적은 2,586 평방킬로미터가 되었다. 분할된 영토는 주변국인 벨기에, 프랑스, 독일이 가져갔다.
룩셈부르크를 분할한 세 국가는 모두 룩셈부르크를 아예 자국령으로 병합하려고 한 번 이상 시도한 적이 있으나, 모두 실패하였다. 룩셈부르크 공국의 영토를 회복하려는 시도들이 역사적으로 존재했으나 이 역시 성공한 바 없다. 현대 룩셈부르크 대공국 국민들 또한 실지회복에 대한 관심이 미미하다.